# Skellefteå IBK
Skellefteå IBK  är en innebandyklubb i Skellefteå i Sverige, bildad 1985. Herrlaget spelade sex säsonger Sveriges högsta division, med start säsongen 1989/1990.  Sedan dess har klubben harvat i lägre divisioner. 2013/14 spelade Skellefteå finalsteg mot Wibax-Patriots om en plats till allsvenskan, men förlorade med 2–0 (3–7, 3–9) i matcher.

### Fotnoter
1. ↑  ”Raymond – en profil i Skellefteå”. Svenska Innebandyförbundet. 16 juli 2012. Arkiverad från originalet den 15 oktober 2013. https://web.archive.org/web/20131015140658/http://www.innebandy.se/sv/nyheter/statistik1/herrar/herrr/. Läst 15 oktober 2013.